# إكارد فرايهر فون جابلنز
إكارد فرايهر فون جابلنز (26 يناير 1891 - 17 ديسمبر 1978) جنرالًا ألمانيًا في الفيرماخت خلال الحرب العالمية الثانية الذي قاد عدة فرق. حصل على وسام الفارس الصليبي الحديدي لألمانيا النازية.

## قيادة
أثناء التراجع الألماني خلال معركة موسكو، قاد الفلق <i id="mwDg">السابع والعشرين.</i> وتم إعفائه من الخدمة بعد رفضه المتكرر لفرض أوامر هتلر الثابتة. 
كقائد لفرقة المشاة 384، تم نقله من جيب ستالينجراد في ديسمبر 1942، قبل فترة وجيزة من استسلام الفرقة. وصفه تقرير صحفي سوفياتي معاصر بأنه أحب وسائل الراحة في وقت السلم، مثل طلب قيلولة على سرير ناعم بعد كل عشاء. ذهب غابلينز لتولي القيادة على الجبهة الإيطالية، حيث قاد دفاع مونتي كاستيلو في عام 1944.

## الجوائز والأوسمة
- وسام الفارس الصليبي الحديدي في 15 أغسطس 1940 كجينيرال لوتنانت وقائد فرقة المشاة 7 [3]

### اقتباسات
1. 1 2  TracesOfWar | Freiherr von, Eccard Gablenz، QID:Q98839586
2. ↑  "HyperWar: Moscow To Stalingrad: Decision In The East". www.ibiblio.org. مؤرشف من الأصل في 2020-04-01. اطلع عليه بتاريخ 2016-12-11.
3. ↑  Fellgiebel 2000, p. 158.

### قائمة المراجع
- Fellgiebel, Walther-Peer (2000). Die Träger des Ritterkreuzes des Eisernen Kreuzes 1939–1945 — Die Inhaber der höchsten Auszeichnung des Zweiten Weltkrieges aller Wehrmachtteile [The Bearers of the Knight's Cross of the Iron Cross 1939–1945 — The Owners of the Highest Award of the Second World War of all Wehrmacht Branches] (بالألمانية). Friedberg, Germany: Podzun-Pallas. ISBN:978-3-7909-0284-6.
- The Advertiser, Adelaide, Jan 16, 1943, p. 1. "Nazi Leaders Outguessed"

| مناصب عسكرية    | مناصب عسكرية                | مناصب عسكرية    |
| --------------- | --------------------------- | --------------- |
| سبقه {{{سبقه}}} | {{{العنوان}}} {{{الأعوام}}} | تبعه {{{تبعه}}} |
| سبقه {{{سبقه}}} | {{{العنوان}}} {{{الأعوام}}} | تبعه {{{تبعه}}} |
| سبقه {{{سبقه}}} | {{{العنوان}}} {{{الأعوام}}} | تبعه {{{تبعه}}} |
| سبقه {{{سبقه}}} | {{{العنوان}}} {{{الأعوام}}} | تبعه {{{تبعه}}} |